# 小行星1170
小行星1170（1170 Siva）是一颗围绕太阳公转的小行星。1930年9月29日，歐仁·約瑟夫·德爾波特在于克勒发现了此天体。
該小行星以印度神話的破壞神濕婆命名。
这颗小行星的绝对星等为59.27816015378995等。